# 마쓰다 하야테
마쓰다 하야테(일본어: 松田 隼風, 2003년 10월 2일~)는 일본의 축구 선수로, 포지션은 수비수이다.

## 구단 경력
2021년 9월, J2리그의 미토 홀리호크에 입단했다.

## 국가대표팀 경력
2022년 4월, 일본 U-19 축구 국가대표팀에 처음으로 차출되었다.
2023년 FIFA U-20 월드컵에 참가할 일본 U-20 국가대표팀에 발탁되었으며, 3경기에 출전했다.